# 十字军东征：新月与十字架
《十字军东征：新月与十字架》（英語：The Crusades: Crescent and the Cross）是一个纪录片，讲述基督教十字军和穆斯林之间为争夺耶路撒冷城而进行的百年战争。